# Cirsium subcoriaceum
El Cardo santo o Cirsium subcoriaceum, es una especie de fanerógama perteneciente a la familia de las asteráceas.

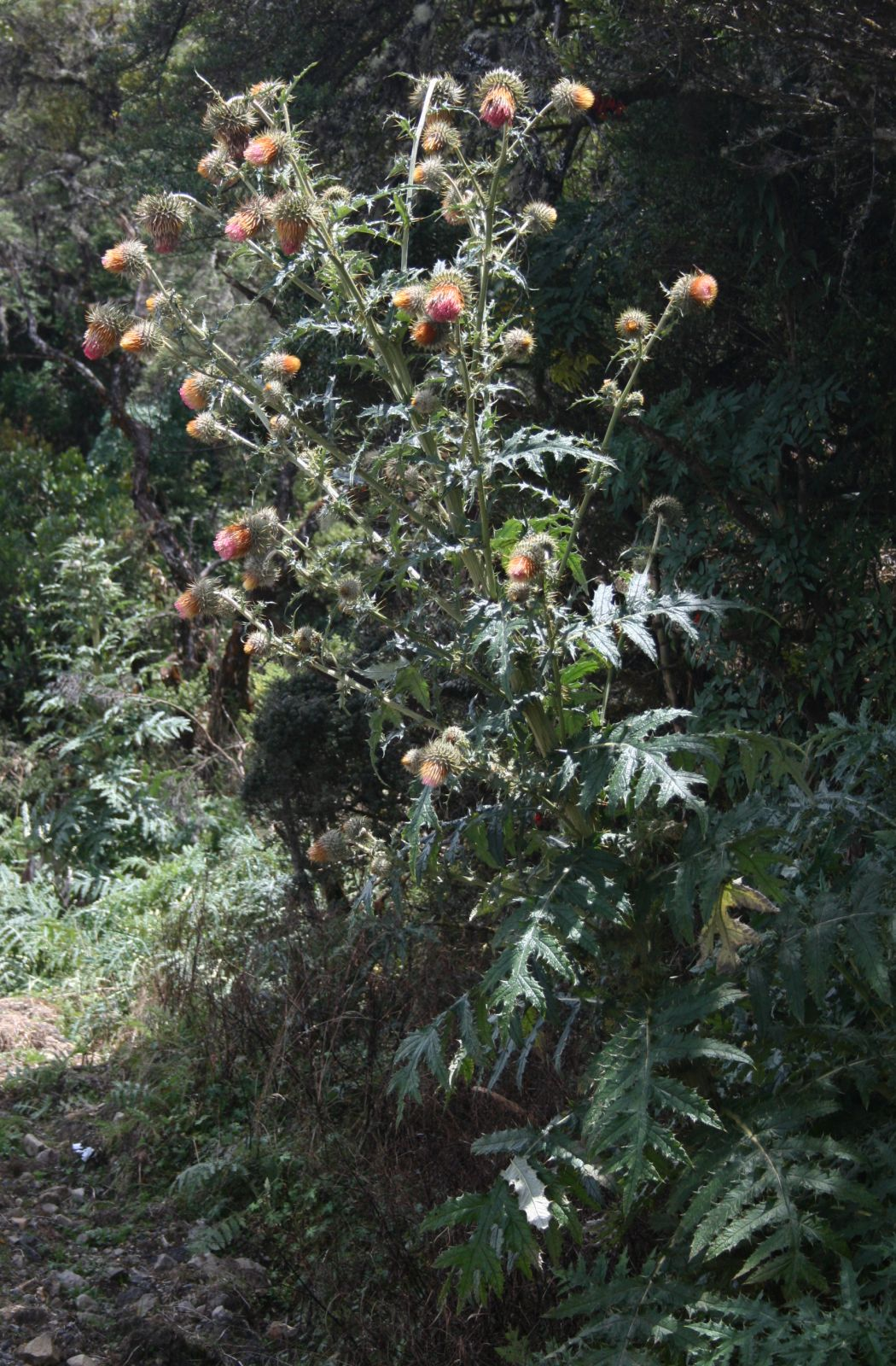
Vista de la planta

## Descripción
Es una planta herbácea  anual o perenne, que alcanza un tamaño de hasta 0.5 m de alto. Hojas inferiores hasta 40 cm de largo y 25 cm de ancho, profundamente incisas, hojas superiores hasta 25 cm de largo y 6 cm de ancho, bases abrazadoras, las espinas marginales 5–12 mm de largo, envés tomentoso. Capitulescencias solitarias y terminales o débilmente cimosas con 2–5 capítulos; capítulos 4.5–6 cm de largo y 3–4 (–7) cm de ancho; involucros globosos; filarias en 8–19 series, las exteriores lanceoladas, 25–30 mm de largo, subreflexas, ápice espinoso, la espina 4–5 mm de largo, rígida, sin una cresta dorsal glutinosa, márgenes con espinas laterales rígidas, generalmente aracnoide-tomentosas o glabrescentes, las internas lineares, 40–50 mm de largo y 1–3 mm de ancho; corolas 43–55 mm de largo, rosadas a amarillo pálidas, los lobos 23–28 mm de largo; anteras 13–16 mm de largo; estilo 53–65 mm de largo, las ramas del estilo 2–2.5 mm de largo. Aquenios 5–7 mm de largo y   2 mm de ancho; vilano 28–33 mm de largo.

## Distribución y hábitat
Se distribuye en México,  en clima templado a los 1875 metros, donde crece en terrenos de agricultura de riego, temporal y matorral xerófilo.

## Propiedades
Principalmente se le utiliza para el tratamiento de las reumas, en Puebla y para el dolor de corazón y en caso de ansiedad, en Michoacán.

## Taxonomía
Cirsium subcoriaceum fue descrita por (Less.) Sch.Bip. ex Sch.Bip. y publicado en The Botany of the Voyage of H.M.S. ~Herald~ (7–8): 312. 1856.
Etimología
Cirsium: nombre genérico que deriva de la palabra latina cirsĭŏn, -ĭi —del griego χιρσός, -ον, varices—  vocablo que usa Plinio el Viejo (Naturalis Historia, 27, 61) para identificar un cardo que se utiliza para el tratamiento de este tipo de dolencia. En los tiempos modernos, el botánico francés Tournefort (1656 - 1708) ha derivado el nombre Cirsium.
subcoriaceum: epíteto latino que significa "menos que coriáceo".
Sinonimia
- Carduus heterolepis (A.Gray) Greene
- Carduus subcoriaceus Less.
- Cirsium heterolepis Benth.
- Cirsium maximum Benth.
- Cirsium platycephalum Benth.
- Cirsium platycephalum Benth. ex Oerst.
- Cnicus cernuus (Lag.) A.Gray
- Cnicus heterolepis (Benth.) A.Gray
- Cnicus subcoriaceus (Less.) Hemsl.[4]